# جان بابتيست مونييه
جان بابتيست مونييه (بالفرنسية: Jean-Baptiste Maunier)‏
```
(مواليد 
22 ديسمبر
 
1990
 في 
فرنسا
)، هو 
ممثل
 ومغني 
فرنسي
 بدأ مسيرته الفنية سنة 2004 وعمره 13 سنة في فيلم 
الجوقة
، حيثُ حقق شهرة واسعة بعد الفيلم.
[
2
]
[
3
]
[
4
]
```

## أعماله
- الجوقة (2004)

## وصلات خارجية
- جان بابتيست مونييه على موقع IMDb (الإنجليزية)
- جان بابتيست مونييه على موقع ألو سيني (الفرنسية)
- جان بابتيست مونييه على موقع ميوزك برينز (الإنجليزية)
- جان بابتيست مونييه على موقع أول موفي (الإنجليزية)
- جان بابتيست مونييه على موقع قاعدة بيانات الأفلام السويدية (السويدية)
- جان بابتيست مونييه على موقع أول ميوزيك (الإنجليزية)
- جان بابتيست مونييه على موقع ديسكوغز (الإنجليزية)
- جان بابتيست مونييه على موقع قاعدة بيانات الفيلم (الإنجليزية)
- جان بابتيست مونييه على موقع كينوبويسك (الروسية)